# Stenus niveus
Stenus niveus är en skalbaggsart som beskrevs av Fauvel 1865. Stenus niveus ingår i släktet Stenus, och familjen kortvingar. Arten är reproducerande i Sverige.